# Stephen Longstreet
Stephen Longstreet, gebürtig Henri Weiner (* 18. April 1907 in New York City; † 20. Februar 2002 in Century City, Los Angeles, Kalifornien) war ein US-amerikanischer Schriftsteller, Drehbuchautor und Illustrator. Longstreet veröffentlichte ebenfalls unter den Pseudonymen Paul Haggard, Henri Weiner, David Ormsbee und Thomas Burton.

## Leben
Stephen Longstreet wuchs in New Brunswick, New Jersey auf. Im Alter von 11 Jahren lernte er den Footballer und späteren Jazz-Sänger Paul Robeson kennen. Longstreet half Robeson häufig beim Training, während dieser ihm wiederum Musik lehrte. Später studierte er an der New York School of Fine and Applied Art. Zu dieser Zeit zeichnete er häufig die Musiker in Greenwich Village und im Cotton Club in Harlem. Ende der 1920er Jahre zog er nach Paris, wo er weiter studierte und Künstler wie Pablo Picasso und Henri Matisse begegnete. Auch traf und zeichnete er dort James Joyce und Gertrude Stein sowie weitere Amerikaner. Nach seiner Rückkehr in die Vereinigten Staaten zog Longstreet nach New Orleans, wo er sich wieder mit dem Jazz beschäftigte und Musiker wie Count Basie, Sarah Vaughan, Billie Holiday und Duke Ellington zeichnete. Er fertigte Collagen, Wasserfarben- und Tintenzeichnungen an, die über die Jahre in unterschiedlichen Museen und Galerien ausgestellt wurden, darunter auch in der National Portrait Gallery in Washington, D.C.
Mit den Schwierigkeiten des Lebensunterhalts während der Great Depression begann Longstreet ab Mitte der 1930er Jahre unter verschiedenen Pseudonymen Kriminalgeschichten zu schreiben. Außerdem schrieb er Radiohörspiele, Film- und Buchkritiken. Während der 1940er Jahre arbeitete er als Drehbuchautor für Warner Bros., wobei er für Filme wie Onkel Harrys seltsame Affäre, Der Jazzsänger und Ein Leben im Rausch die Bücher schrieb. Er schrieb 1947 auch das Buch für das erfolgreiche Musical High Button Shoes. Bis Anfang der 1990er Jahre schrieb er über 100 Bücher, häufig Romane, vereinzelt auch Sachbücher über Jazz und Geschichte, sowie mit seiner Frau Ethel auch zwei Kochbücher. Häufig illustrierte er dabei seine Bücher selbst. Vereinzelt wurden auch mehrere seiner Romane verfilmt und in Deutscher Sprache veröffentlicht.
Am 20. Februar verstarb Longstreet im Alter von 94 Jahren an einer Lungenentzündung und Herzinsuffizienz. Vom 22. April 1935 bis zu ihrem Tod am 15. März 1999 war er mit Ethel Joan Godoff verheiratet. Sie hatten einen gemeinsamen Sohn und eine Tochter. Als er verstarb, hinterließ er fünf Enkel und vier Urenkel.

## Werk (Auswahl)

### Bücher
Als Stephen Longstreet
- Last man around the world (1941)
- The Golden touch (1941)
- Last man comes home; American travel journals, 1941-1942. of Stephen Longstreet (1942)
- The Gay sisters (1942)
- The Land I live (1943)
- Nine lives with grandfather; the times and turmoils of an early American, by his grandson (1944)
- Stallion road (1945)
- The Sisters liked them handsome (1946)
- Three days (1947)
- The Crystal girl (1948)
- High button shoes, a period comedy in two acts (1949)
- The Pedlocks, a family (1951)
- A Century on wheels (1952)
- The Beach house (1952)
- Two Beds for Roxane (1952)
- The World revisited, a travel book with drawings (1953)
- The Lion at morning, a novel (1954)
  - Über dem Strom die Sterne, Wien 1956, 670 Seiten, Übersetzung von Ernst Doblhofer
- Real jazz, old and new (1956)
- The Boy in the Model-T; a journey in the just gone past. With line drawings by the author (1956)
- The Promoters; a modern novel (1957)
- Man of Montmartre; a novel based on the life of Maurice Utrillo (1958)
  - Montmartre: Ein Utrillo-Roman, Gütersloh 1958, 335 Seiten, Übersetzung von Heinz Kotthaus
- Never look back, the autobiography of a jockey (1958, gemeinsam mit Billy Pearson)
- The Burning man (1958)
- The Crime (1959)
- The Politician (1959)
- Geisha (1960)
  - Geisha, Hamburg 1961, 318 Seiten, Übersetzung von Charlotte Sorgenfrey
- A Treasury of the world's great prints; a collection of the best-known woodcuts, etchings (1961)
- Eagles where I walk (1961)
- Gettysburg (1961)
- The Flesh peddlers (1962)
- A Few painted feathers (1963)
- The Golden runaways (1964)
- The Nylon Island (1964)
- Sportin' house; a history of the New Orleans sinners and the birth of jazz (1965)
  - Das war New Orleans: Ladies, Jazz und lange Messer, Frankfurt/Main 1969, 271 Seiten, Übersetzung von Katja Behrens und Hans Wollschläger
- War in the golden weather (1965)
- Pedlock & Sons (1966)
- Remember William Kite? (1966, gemeinsam mit J.J. Godoff)
- Masts to spear the stars (1967)
- Young men of Paris (1967)
  - Die glühenden Farben des Lebens: Modigliani und die Welt von Paris, Hamburg 1968, 295 Seiten, Übersetzung von John Wagner
- A Salute to American cooking (1968)
- Senator Silverthorn (1968)
- The Wilder shore; a gala social history of San Francisco's sinners and spenders, 1849-190 (1968)
- Pedlock saint, Pedlock sinner (1969)
- Real jazz, old and new (1969)
- A Century on wheels; the story of Studebaker, a history, 1852-1952 (1970)
- She walks in beauty (1970)
  - Die Rivalinnen, München 1973, 382 Seiten, Übersetzung von Waldemar Kabus, ISBN 3-7951-0222-7
- The Canvas falcons; the story of the men and the planes of World War I. (1970)
- War cries on horseback; the story of the Indian wars of the Great Plains. (1970)
- Yoshiwara: city of the senses, by Stephen and Ethel Longstreet. (1970)
  - Yoshiwara: Im Reiche der Geishas, Hamburg 1973, 231 Seiten, Übersetzung von Maren Elga Organ, ISBN 3-547-79869-8
- The Pedlock inheritance (1972)
- We all went to Paris; Americans in the City of Light, 1776-1971 (1972)
- Chicago, 1860-1919 (1973)
- Joys of Jewish cooking (1973)
- The Divorce (1974)
  - Ehen, München 1977, 448 Seiten, Übersetzung von Irene Aue, ISBN 3-7951-0349-5
- The General (1974)
- Stribling (1974)
- City on two rivers: profiles of New York--yesterday and today (1975)
- The Kingston Fortune (1975)
  - Die Herren der Erde, München 1979, 367 Seiten, Übersetzung von Maria Csollàny, ISBN 3-7951-0444-0
- God and Sarah Pedlock (1976)
- The Bank (1976)
- Die Bank, München 1980, 447 Seiten, Übersetzung von Gretl Friedmann, ISBN 3-7951-0622-2
- All star cast: an anecdotal history of Los Angeles (1977)
- Strike the bell boldly (1977)
- Win or lose: a social history of gambling in America (1977)
- Win or Lose: What you Shoulld know about the ERA (1977)
- Ambassador (1978)
  - Die Stunde des Zorns, München 1978, 351 Seiten, Übersetzung von Karl-Otto u. Friederike von Czernicki, ISBN 3-7951-0443-2
- Pedlocks in love (1978)
- Straw boss (1978)
- Queen bees: the women who shaped America (1979)
- Storm watch (1979)
- The Dream Seekers (1979)
  - Die Auswanderer: Eine Familiensaga, Rastatt 1986, Übersetzung von Leni Sobez, ISBN 3-8118-2411-2
- Pembroke colors (1981)
- Wheel of Fortune (1981)
- All or nothing (1983)
  - Melodie der Macht, Lübbe Verlag 1988, 430 Seiten, Übersetzung von Eva Malsch, ISBN 3-404-11285-7
- Delilah's Fortune (1984)
  - Die Mätresse und der Spieler, Lübbe Verlag 1986, 319 Seiten, Übersetzung von Bodo Baumann, ISBN 3-404-10783-7
- Our father's house (1985)
  - Die nie aufgeben, Lübbe 1988, 396 Seiten, Übersetzung von Eva Malsch, ISBN 3-404-11312-8
- Storyville to Harlem: fifty years in the jazz scene (1986)
- Last man comes home: American travel journals, 1941-1942 (1987)
- Sons and daughters (1987)
- The Pedlocks (1987)
- Yoshiwara : the pleasure quarters of old Tokyo (1988)
- Jazz from A to Z: a graphic dictionary (1989)
- Magic Trumpets: The Story of Jazz for Young People : The Story of Jazz for Young People  (1989)
- Jazz Solos: Poems and Images (1991)
- Lower than angels: A memoir of War and Peace (1993)

Als Henri Weiner
- Crime on the Cuff (1936)
- The Case of the severed skull (1939)

Als Paul Haggard
- Dead is the door-nail (1937)
- Death talks shop (1938)
- Death walks on cat feet (1938)
- Poison from a wealthy widow (1938)

Als Thomas Burton
- And so dedicated; an American novel (1940)
- Bloodbird, a novel (1941)

Als David Ormsbee
- Sound of an American (1942)
- Chico goes to the wars; a chronicle … 1933-1943 (1943)

### Filmografie
- 1945: Onkel Harrys seltsame Affäre (The Strange Affair of Uncle Harry)
- 1946: Der Jazzsänger (The Jolson Story)
- 1948: Der Herr der Silberminen (Silver River)
- 1951: The Last Half Hour: The Mayerling Story
- 1957: Ein Leben im Rausch (The Helen Morgan Story)